# Pretty Prairie
Pretty Prairie – miasto w Stanach Zjednoczonych, w stanie Kansas, w hrabstwie Reno.